# D 515 (Türkei)
Die Straße D 515 (Devlet yolu 515) ist eine 42 km lange Straße in der Türkei. Sie erschließt das historische Ephesus und die Küstenstadt Kuşadası.

## Verlauf
Die Straße zweigt in Selçuk von der D 550 ab und führt zur Küste der Ägäis. Dieser folgt sie über Kuşadası hinaus und führt dann durch das Hinterland bis zu ihrem Ende in Söke an der D 525.